# Welterbe in Kamerun

Zum Welterbe in Kamerun gehören (Stand 2025) drei UNESCO-Welterbestätten, darunter eine Stätte des Weltkulturerbes und zwei Stätten des Weltnaturerbes. Kamerun hat die Welterbekonvention 1982 ratifiziert. Die erste Welterbestätte wurde 1987 in die Welterbeliste aufgenommen. Die bislang letzte Welterbestätte wurde 2025 eingetragen.

## Welterbestätten
Die folgende Tabelle listet die UNESCO-Welterbestätten in Kamerun in chronologischer Reihenfolge nach dem Jahr ihrer Aufnahme in die Welterbeliste (K – Kulturerbe, N – Naturerbe, K/N – gemischt, (G) – auf der Liste des gefährdeten Welterbes).
| Bild             | Bezeichnung                                     | Jahr | Typ | Ref. | Beschreibung |
| ---------------- | ----------------------------------------------- | ---- | --- | ---- | --- |
| (weitere Bilder) | Tierreservat Dja (Lage)                         | 1987 | N   | 407  | Das Reservat befindet sich in einer 5260 km² großen Schleife am Oberlauf des Flusses Dja. Es ist eins der größten und besterhaltesten Regenwälder Afrikas. Der Park lässt sich nur mit vorgeschriebenen Führern besuchen. Erfüllte Kriterien für Weltnaturerbe: ix., x. |
| (weitere Bilder) | Sangha Trinational (Lage)                       | 2012 | N   | 1380 | grenzüberschreitendes Welterbe mit Republik Kongo und Zentralafrikanischer Republik, umfasst in Kamerun den Lobéké-Nationalpark Erfüllte Kriterien für Weltnaturerbe: ix., x.                                                                                           |
|                  | Kulturlandschaft Diy-Gid-Biy im Mandara-Gebirge | 2025 | K   | 1745 | archäologische Stätten im Mandara-Gebirge im äußersten Norden Kameruns. Einst als Erweiterung des nigerianischen Welterbes Kulturlandschaft Sukur angedacht. Erfülltes Kriterium für Weltkulturerbe: iii.                                                               |

## Tentativliste
In der Tentativliste sind die Stätten eingetragen, die für eine Nominierung zur Aufnahme in die Welterbeliste vorgesehen sind.

### Aktuelle Welterbekandidaten
Mit Stand 2025 sind 17 Stätten in der Tentativliste von Kamerun eingetragen, die letzten Eintragungen erfolgten 2020.
Die folgende Tabelle listet die Stätten in chronologischer Reihenfolge nach dem Jahr ihrer Aufnahme in die Tentativliste.
| Bild                                 | Bezeichnung                                                                | Jahr | Typ | Ref. | Beschreibung |
| ------------------------------------ | -------------------------------------------------------------------------- | ---- | --- | ---- | --- |
| BW                                   | Nationalparkkomplex Boumba Bek - Nki (Lage)                                | 2018 | N   | 6308 | umfasst die aneinander angrenzenden Nationalparks Boumba Bek (Lage) und Nki (Lage), Überarbeitung des ursprünglichen Vorschlags von 2006.                                                      |
| (weitere Bilder)                     | Bouba-Ndjida-Nationalpark (Lage)                                           | 2018 | N   | 6310 | |
| (weitere Bilder)                     | Campo-Ma’an-Nationalpark (Lage)                                            | 2018 | N   | 6312 | Überarbeitung des Vorschlags von 2006. |
| Waza-Nationalpark                    | Waza-Nationalpark (Lage)                                                   | 2018 | N   | 6316 | Überarbeitung des Vorschlags von 2006. |
| Chefferie de Bafut                   | Chefferie de Bafut                                                         | 2018 | K   | 6320 | Sitz des Fons von Bafut, Überarbeitung des Vorschlags von 2006. |
|                                      | Turm von Goto Goulfey                                                      | 2018 | K   | 6321 | |
|                                      | Felsritzzeichnungen von Bidzar                                             | 2018 | K   | 6322 | Überarbeitung des Vorschlags von 2006. |
|                                      | Megalithen von Djohong                                                     | 2018 | K   | 6323 | |
| BW                                   | Megalithen von Saa (Lage)                                                  | 2018 | K   | 6326 | Zeugen der Kulturtradition des Volks der Limbum, überarbeiteter Vorschlag von 2006. |
|                                      | Eisenbahntunnel von Njock                                                  | 2018 | K   | 6327 | Drei Eisenbahntunnel bei Njock an der Bahnstrecke Douala–Ngaoundéré zwischen Éséka und Makak. Die Bahnstrecke war während der deutschen Kolonialherrschaft in Kamerun bis Njock gebaut worden. |
|                                      | Lamidat von Rey-Bouba                                                      | 2018 | K   | 6329 | Sitz des Herrschers von Rey-Bouba, überarbeiteter Vorschlag von 2006. |
| (weitere Bilder)                     | Lobé-Wasserfälle (Lage)                                                    | 2018 | K/N | 6330 | Wasserfälle des Lobé mit einer Höhe von etwas mehr als 20 Metern und einer Breite von ca. 100 Metern, ergießen sich direkt in den Golf von Guinea, überarbeiteter Vorschlag von 2006.          |
|                                      | Archäologische Stätte von Shum Laka                                        | 2018 | K   | 6331 | Überarbeitung des Vorschlags von 2006. |
|                                      | Die Großen Hütten der traditionellen Häuptlingsherrschaften des Graslandes | 2018 | K   | 6332 | Der serielle Vorschlag umfasst 14 Stätten der traditionellen Häuptlings- bzw. Königssitze im Kameruner Grasland, darunter auch den von Bafut (siehe Ref. 6320).                                |
| Die Kulturlandschaft des Tschadsees  | Die Kulturlandschaft des Tschadsees                                        | 2018 | K/N | 6368 | Es handelt sich um eine transnationale Bewerbung von Kamerun, Niger, Nigeria und Tschad. Überarbeiteter Vorschlag von 2006.                                                                    |
| Bimbia und assozierte Stätten        | Bimbia und assozierte Stätten (Lage)                                       | 2020 | K   | 6478 | Besteht aus 13 Komponenten unter anderem den Sklavenhafen (6 Komponenten bereits 2018 auf der Tenativliste)                                                                                    |
| Cross River-Korup-Takamanda (CRIKOT) | Cross River-Korup-Takamanda (CRIKOT) (Lage)                                | 2020 | N   | 6451 | Transnationale Nominierung gemeinsam mit Nigeria, umfasst Takamanda-Nationalpark (seit 2018) und Korup-Nationalpark (seit 2006 auf der Tentativliste).                                         |

### Ehemalige Welterbekandidaten
Diese Stätten standen früher auf der Tentativliste, wurden jedoch wieder zurückgezogen oder von der UNESCO abgelehnt.
Stätten, die in anderen Einträgen auf der Tentativliste enthalten oder Bestandteile von Welterbestätten sind, werden hier nicht berücksichtigt.
| Bild                               | Bezeichnung                        | Jahr      | Typ | Ref. | Beschreibung |
| ---------------------------------- | ---------------------------------- | --------- | --- | ---- | --- |
| Bamileke-Habitat                   | Bamileke-Habitat                   | 1986–1986 | K   |      | Siedlungsgebiet der Volksgruppe der Bamileke Cases-obus de Karsiki                                                                     |
| (weitere Bilder)                   | Palast von Foumban (Lage)          | 1987–1987 | K   |      | Sultanspalast in Foumban, der traditionellen Hauptstadt des Königreiches Bamum                                                         |
| Kamerunberg und Kolonialstadt Buea | Kamerunberg und Kolonialstadt Buea | 1987–1987 | K   |      | umfasst den Kamerunberg und die in seiner Nähe liegende Stadt Buea, die 1901–1919 Verwaltungssitzes der deutschen Kolonie Kamerun war. |